# Sheffield Park Garden
Sheffield Park är en park i Storbritannien.   Den ligger i grevskapet East Sussex och riksdelen England, i den södra delen av landet, 60 km söder om huvudstaden London. 
Terrängen runt Sheffield Park är platt. Runt Sheffield Park är det ganska tätbefolkat, med 230 invånare per kvadratkilometer. Trakten runt Sheffield Park består i huvudsak av gräsmarker.